# Славновка (Кобелякский район)
Славновка (укр. Славнівка) — село в Бутенковском сельском совете
Кобелякского района Полтавской области Украины.
Код КОАТУУ — 5321880710. Население по переписи 2001 года составляло 2 человека.

## Географическое положение
Село Славновка находится на левом берегу реки Волчья, ниже по течению на расстоянии в 1,5 км расположено село Бутенки. Через село проходит железная дорога, станция Куликовка в 3-х км. Рядом проходит автомобильная дорога М-22 (E 577).